# ويليام جاي مكارثي
ويليام جاي مكارثي (بالإنجليزية: William J. McCarthy)‏ هو نقابي أمريكي، ولد في 2 يوليو 1919 في بوسطن في الولايات المتحدة، وتوفي في 19 نوفمبر 1998 في فرجينيا في الولايات المتحدة.